# 시라이 유토
시라이 유토(일본어: 白井 裕人, 1988년 6월 19일 ~ )는 일본의 축구 선수이다. 현재 J2리그의 츠바이겐 가나자와에서 뛰고 있다.

## 구단 경력
그는 2012년부터 J리그의 마쓰모토 야마가 FC, 츠바이겐 가나자와에서 뛰었다.